# غرب هارو (محطة مترو أنفاق لندن)
غرب هارو (بالإنجليزية: West Harrow) هي إحدى محطات مترو أنفاق لندن. تقع على خط ميتروبوليتان افتتحت في المنطقة (Zone) رقم 5 افتتحت في 17 نوفمبر 1913.

## معرض صور

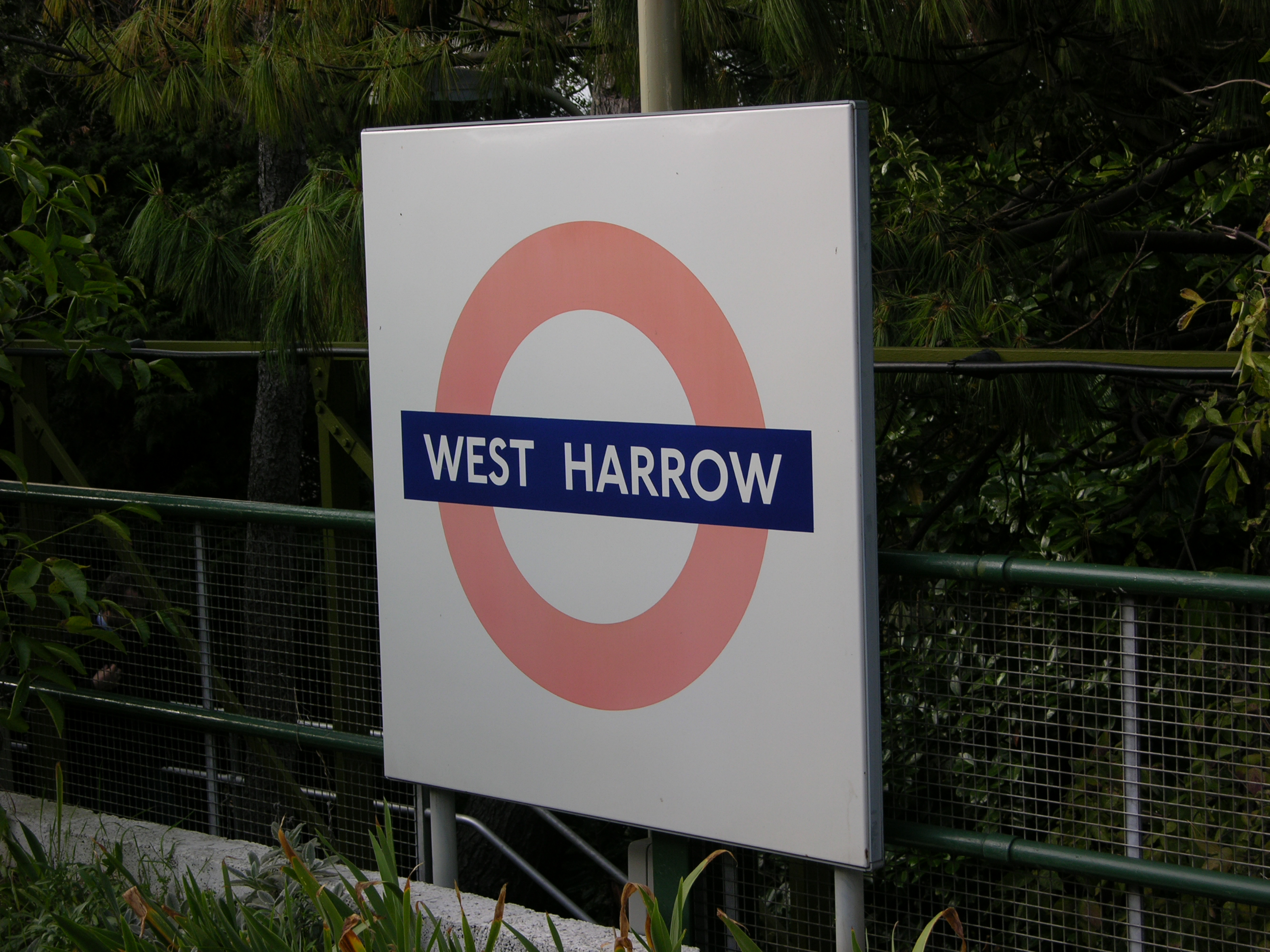
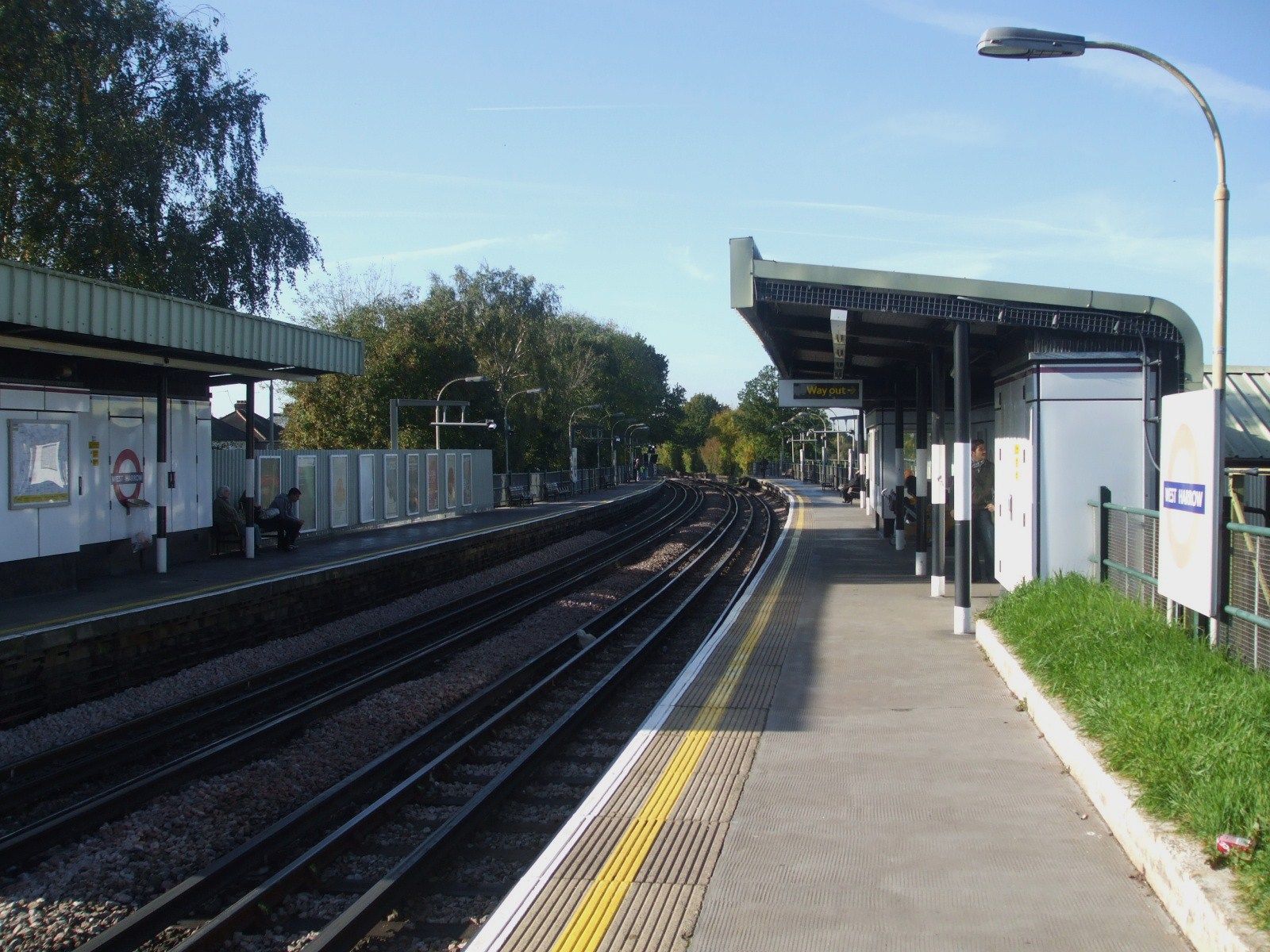
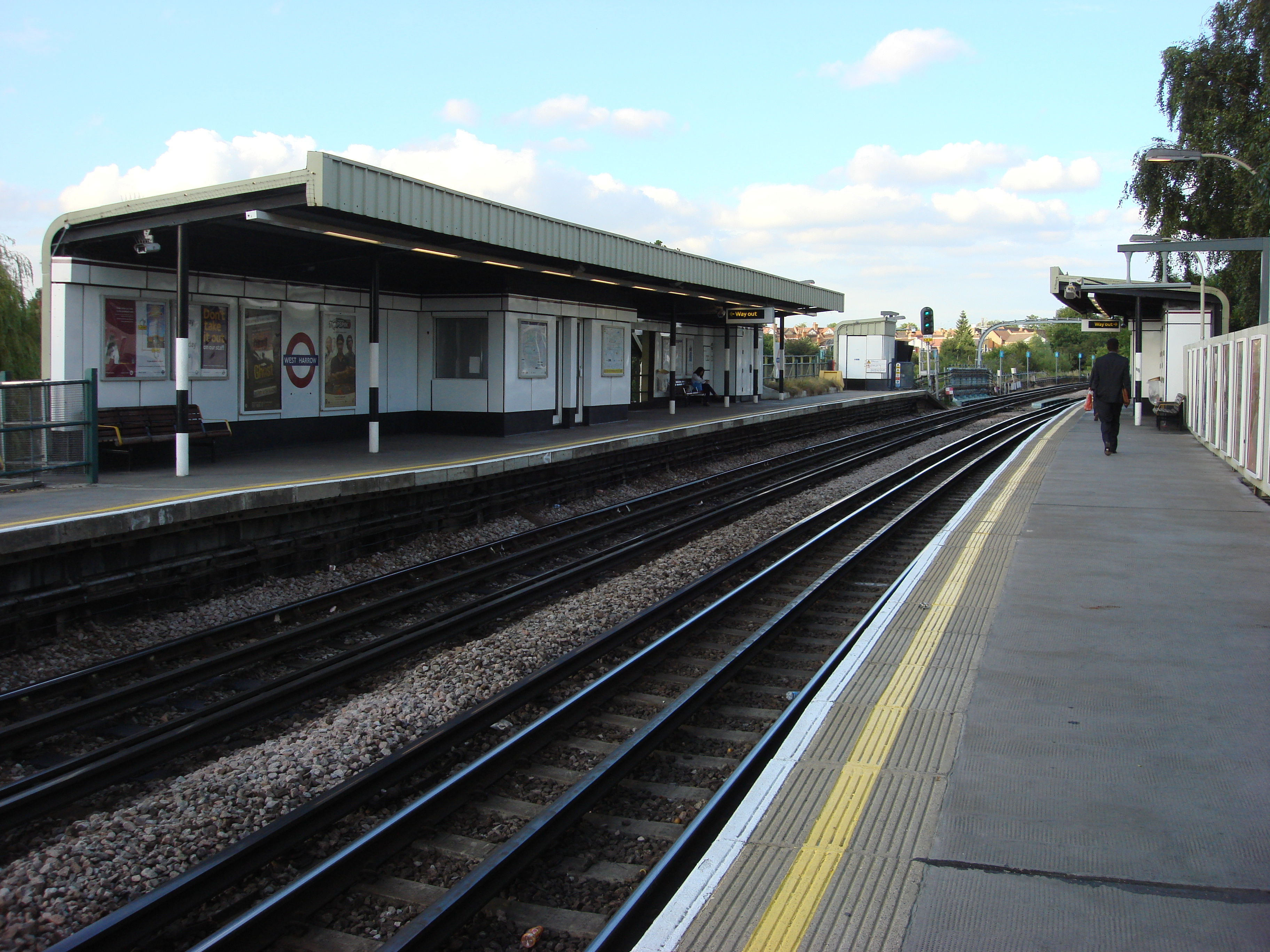
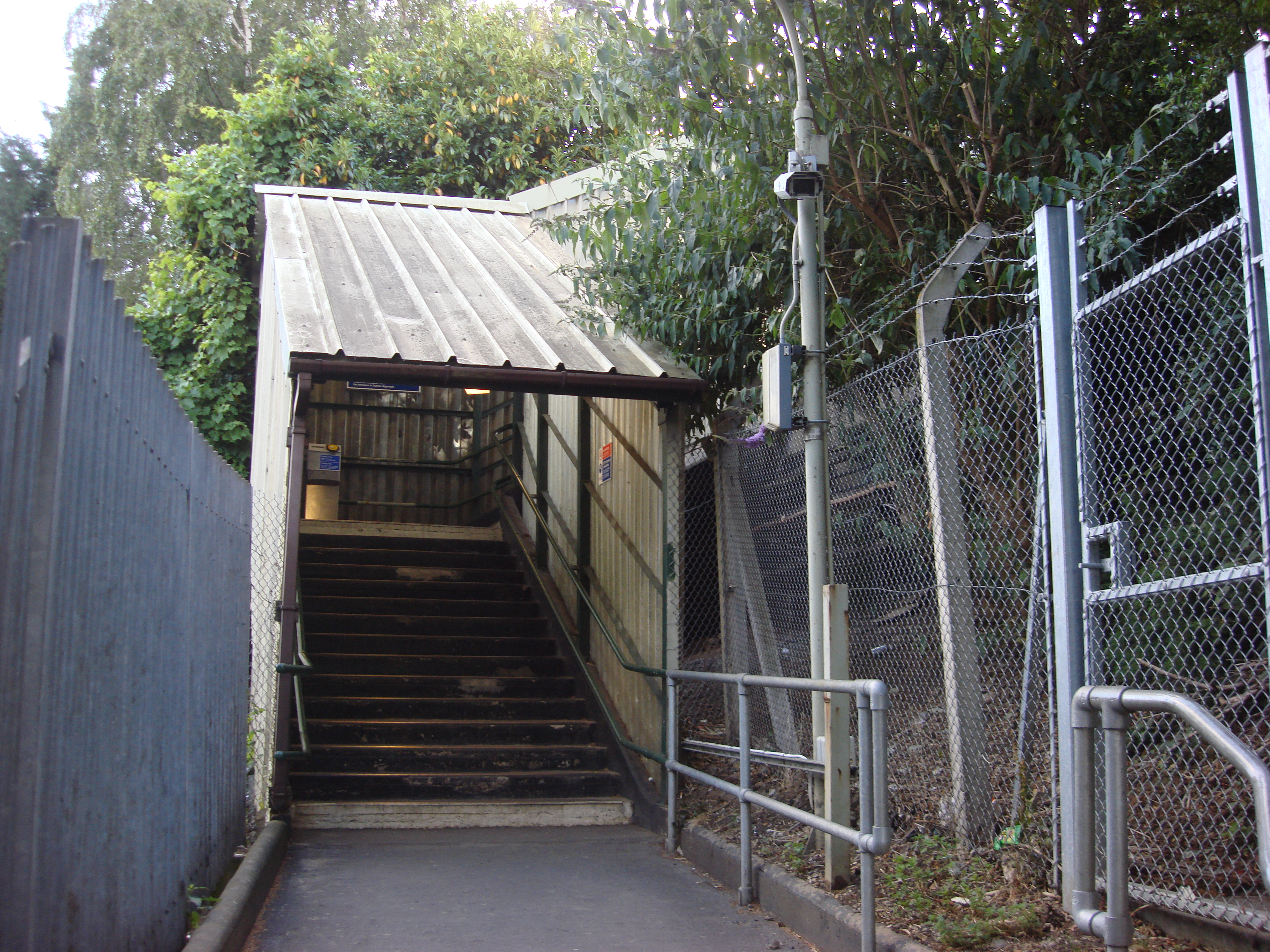